# 23472 Рольфрікгер
23472 Рольфрікгер (23472 Rolfriekher) — астероїд головного поясу, відкритий 10 жовтня 1990 року.
Тіссеранів параметр щодо Юпітера — 3,351.